# Hastigerina
Hastigerina es un género de foraminífero planctónico de la familia Globigerinidae, de la superfamilia Globigerinoidea, del suborden Globigerinina y del orden Globigerinida. Su especie tipo es Hastigerina murrayi. Su rango cronoestratigráfico abarca desde el Messiniense (Mioceno superior) hasta la Actualidad.

## Descripción
Hastigerina incluye especies con conchas planiespiraladas involutas, inicialmente trocoespiraladas, de forma globular biumbilicada; sus cámaras son esféricas a ovoidales; sus suturas intercamerales son rectas e incididas; su contorno ecuatorial es subpoligonal y lobulado; su periferia es ampliamente redondeada; sus ombligos son estrechos y profundos; su abertura principal es interiomarginal, ecuatorial interumbilical (umbilical-extraumbilical en estadio juvenil), con forma de arco amplio y rodeada con un labio; presentan pared calcítica hialina, finamente perforada con poros cilíndricos, y superficie lisa y espinosa, con espinas largas y gruesas, de sección trirradiada y púas laterales, con bases elevadas subtriangulares y terminaciones bifurcadas, y concentradas en la región periférica; las espinas se reabsorben durante la gametogénesis.

## Ecología y Paleoecología
Hastigerina incluye foraminíferos con un modo de vida planctónico (carnívoro), de distribución latitudinal tropical a templada, y habitantes pelágicos de aguas intermedias e profundas (medio mesopelágico a batipelágico superior).

## Clasificación
Hastigerina incluye a las siguientes especies:
- Hastigerina aequilateralis
- Hastigerina murrayi
- Hastigerina pelagica
- Hastigerina praesiphonifera
- Hastigerina siphonifera

Otras especies consideradas en Hastigerina son:
- Hastigerina acuminata
- Hastigerina bolivariana
- Hastigerina demens
- Hastigerina digitata
- Hastigerina eocenica
- Hastigerina klampisensis
- Hastigerina micra
- Hastigerina murrayana
- Hastigerina parapelagica
- Hastigerina riedeli

En Hastigerina se ha considerado el siguiente subgénero:
- Hastigerina (Bolliella), aceptado como género Bolliella